# Ugandinella formicula
Genre
Espèce
Ugandinella formicula, unique représentant du genre Ugandinella, est une espèce d'araignées aranéomorphes de la famille des Salticidae.

## Distribution
Cette espèce est endémique d'Ouganda.

## Description
Cette araignée est myrmécomorphe.

## Publication originale
- Wesołowska, 2006 : A new genus of ant-mimicking salticid spider from Africa (Araneae: Salticidae: Leptorchestinae). Annales zoologici, Warszawa, vol. 56, no 2, p. 435-439.